# Daniel Dudok
Daniel Dudok (ur. 26 czerwca 1932 w Erdeviku, zm. 14 września 2015 w Bačkim Petrovacu) – słowacki językoznawca, słowacysta. Zajmował się gwarami słowackimi w Wojwodinie oraz historią i kulturą słowacczyzny literackiej w Jugosławii.

## Życiorys
Po zdaniu matury w 1950 r. podjął studia na Wydziale Filozoficznym Uniwersytetu w Belgradzie, najpierw kształcąc się w zakresie języka serbsko-chorwackiego i literatury jugosłowiańskiej, a później w dziedzinie bohemistyki i słowacystyki. Po ukończeniu studiów (1955) odbył jednoroczny pobyt studyjny na uczelniach w Pradze i Bratysławie.
W 1958 r. został zatrudniony na Wydziale Filozoficznym Uniwersytetu w Nowym Sadzie. Od momentu powstania grupy studyjnej „język i literatura słowacka” wykładał większość przedmiotów językowych. Wyedukował liczne pokolenia z zakresu języka słowackiego, jego historii i dialektologii, a także w dziedzinie języka standardowego i kultury wypowiedzi. Autor ok. 300 prac naukowych bądź popularyzatorskich, przede wszystkim poświęconych historii języka słowackiego w Jugosławii.
W latach 1967–1970 był lektorem języka serbsko-chorwackiego na Wydziale Filozoficznym Uniwersytetu Komeńskiego w Bratysławie. W latach 1975–1976 kierował Instytutem Slawistyki w Nowym Sadzie. W 1966 r. objął stanowisko docenta, a w 1977 r. został mianowany profesorem.

## Wybrana twórczość
- Nárečie Pivnice v Báčke (1972)
- Nárečie Aradáča v Banáte (1980)
- Priezviská Slovákov v Juhoslávii (1999)